# Der goldene Hahn (Roman)
Der goldene Hahn, englischer Originaltitel The Bird of Dawning, ist ein Roman des englischen Autors John Masefield aus dem Jahr 1933. Eine deutsche Übersetzung von Friedrich Lindemann erschien 1936 im Verlag der Büchergilde Gutenberg. Es handelt sich um ein naturalistisch erzähltes Seefahrer-Abenteuer aus der letzten Glanzzeit der Klipper in den 1860er Jahren, die schon von der wachsenden Konkurrenz der Dampfschiffe überschattet wird.

## Handlung

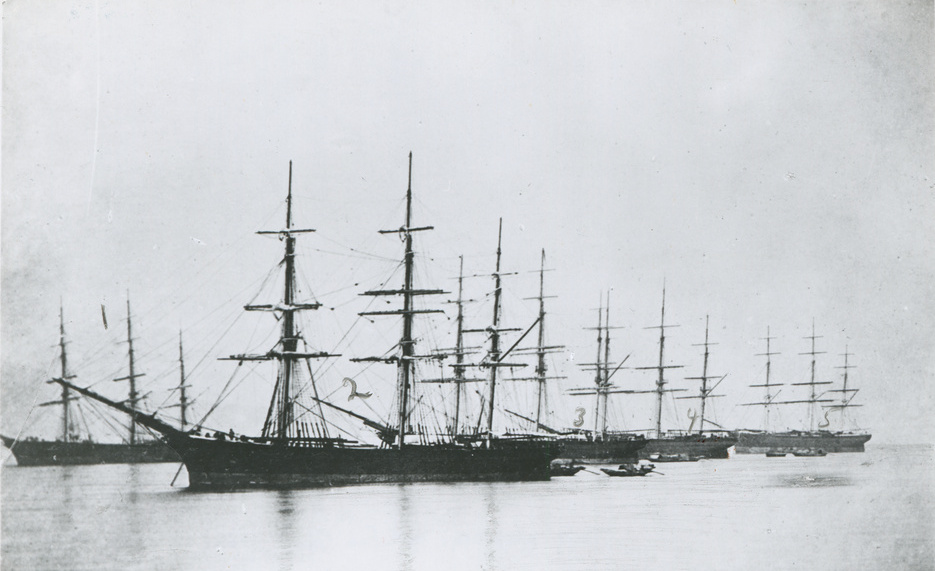
Noch liegen die Klipper friedlich Seite an Seite vor Futschau und warten auf ihre Ladung.

Fast gleichzeitig ist eine Flottille der schnittigen Klipper, beladen mit Tee, vom chinesischen Hafen Futschau (Fuzhou) zur mehr als dreimonatigen Fahrt nach London gestartet. Seit langem sind diese Transporte zugleich veritable Schiffsrennen, denn in England erzielt man für den ersten Tee der neuen Ernte höchste Preise. Als zusätzlicher Anreiz winken dem Sieger ansehnliche Prämien und natürlich der Ruhm der seemännischen Leistung. Dementsprechend wird den Schiffen und Besatzungen allerdings das Äußerste abverlangt. Rücksichtslose Antreiberei und zunehmend gereizte Stimmung herrschen auch auf der Blackgauntlet. Schon zum dritten Mal in Folge sieht Kapitän Duntisbourne seine Siegchancen dahinschwinden, diesmal wegen einer hartnäckigen Flaute. Unverschuldet wird der Zweite Steuermann Cyril Trewsbury zur Zielscheibe der Wut des Kapitäns. Unheil liegt in der Luft, doch mit der Katastrophe, die schließlich hereinbricht, hat niemand gerechnet.
Bei Nacht, Nebel und aufkommendem Sturm rammt ein Dampfer die Blackgauntlet und fährt davon, ohne Hilfe zu leisten. Wild entschlossen, mit seinem Schiff unterzugehen, verursacht Duntisbourne durch eine letzte Gehässigkeit noch den Tod der halben Mannschaft, während Trewsbury sich mit den übrigen in eines der Beiboote rettet. Doch wie lange wird es der tobenden See standhalten? Das nächstgelegene Land, die Azoreninsel Faial, ist 700 Seemeilen entfernt, und trotz Trewsburys Umsicht mangelt es an Nahrung und Trinkwasser. Hinzu kommen die qualvolle Enge im Boot und erst Nässe und Kälte, dann brütende Hitze. Zudem hat es Trewsbury mit Männern höchst unterschiedlichen Charakters zu tun, von denen einige an der misslichen Lage nicht ganz unschuldig sind. Werden sie ihn als neuen Kapitän akzeptieren und sich seinen Anordnungen fügen?

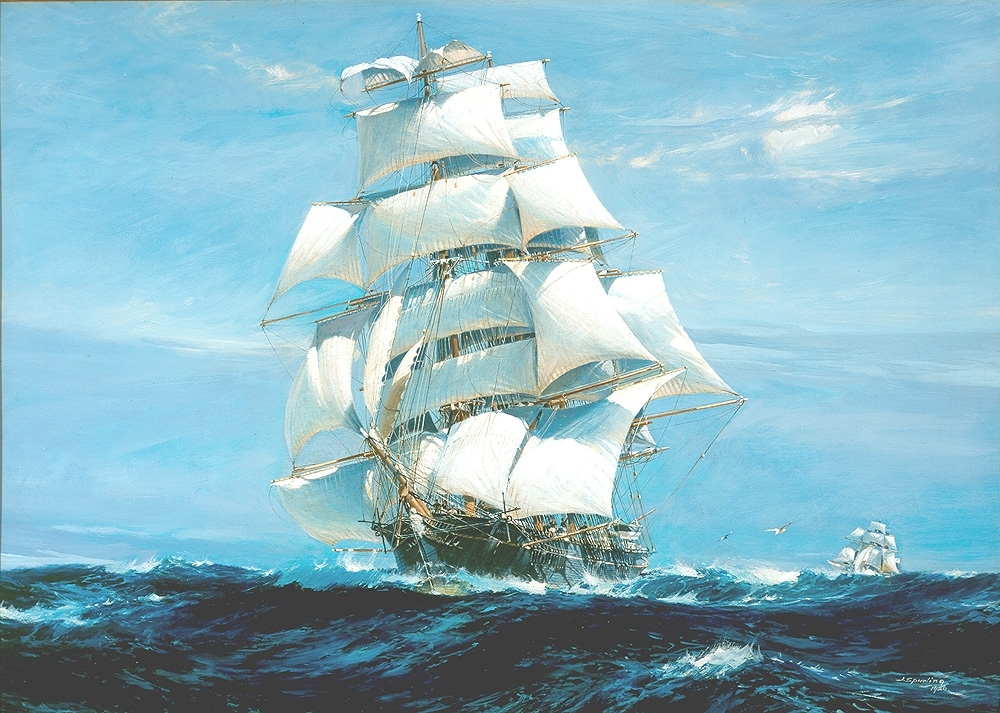
Wer gewinnen will, muss sogar das Wagnis eingehen, die Rahen zu verlängern und zusätzliche Segel anzuschlagen.

Als am dritten Tag endlich ein Schiff nahe genug kommt, um das kleine Boot vielleicht zu sichten, wandelt sich die Hoffnung der Schiffbrüchigen zunächst in Furcht. Der vermeintliche Retter treibt nämlich steuerlos und menschenleer als Geisterschiff und scheint selbst dem Sinken nahe. Es ist der Teeklipper Bird of Dawning, von den Seeleuten wegen seiner Galionsfigur salopp „der Hahn“ genannt. Welche Tragödie mag sich darauf abgespielt haben? Ist etwa die Pest an Bord, Feuer, Piraten oder gar ein Seeungeheuer? Glücklicherweise nichts dergleichen, allerdings hat jemand dem Schiff heimtückisch ein Leck beigebracht, worauf es wohl in kopfloser Hast aufgegeben und verlassen wurde. Der Schaden erweist sich jedoch als gering und leicht zu beheben. So fasst Trewsbury einen kühnen Entschluss: Statt den nächsten Hafen anzulaufen, werden sie den „Hahn“ nach Hause segeln und vielleicht sogar – falls die anderen Schiffe ebenfalls mit Schwierigkeiten zu kämpfen hatten – beim Ausgang des Rennens noch ein Wörtchen mitreden.

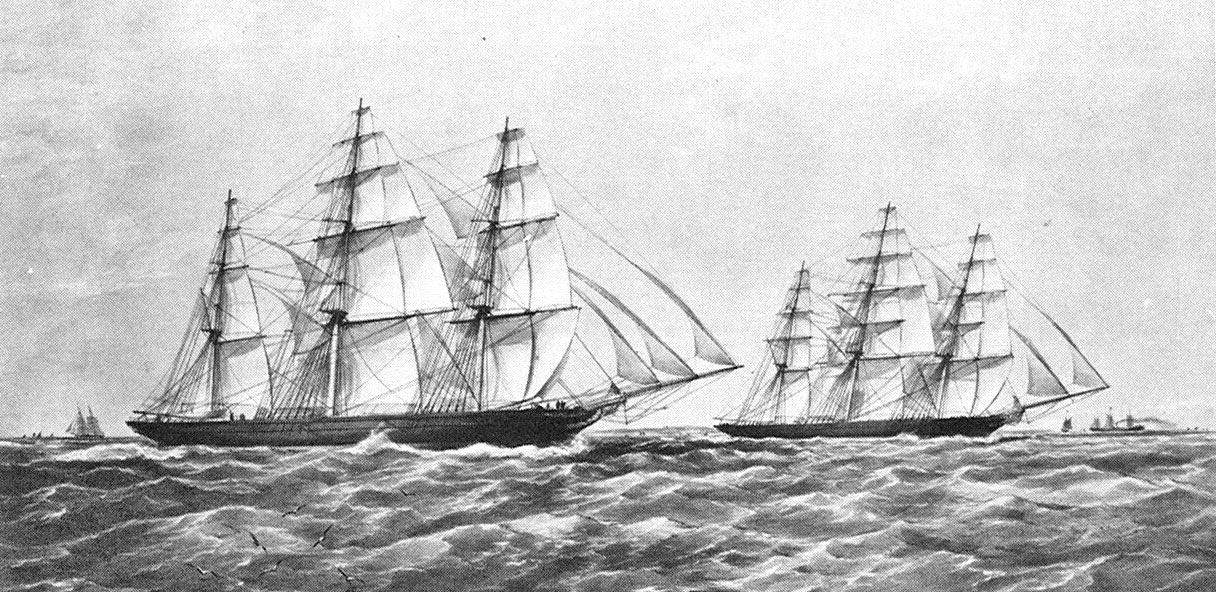
Nach fast 100 Tagen Fahrt liefern sich die Favoriten ein dramatisches Kopf-an-Kopf-Rennen.

In den folgenden Tagen leistet die zahlenmäßig eigentlich viel zu schwache Crew schier Übermenschliches. Alles riskierend, jagt Trewsbury das Schiff bei miserabler Sicht unter vollen Segeln in den stark befahrenen Ärmelkanal. Als der Dunst sich endlich lichtet, enthüllt er drei Klipper, die mit nur wenigen Meilen Abstand dahinbrausen. Die Bird of Dawning liegt an zweiter Stelle und holt gegen die führende Caer Ocvran auf, doch die Fu Kien an dritter Position ist noch schneller. Trewsburys Können und Kaltblütigkeit müssen sich ein letztes Mal bewähren und verhelfen ihm schließlich zum Sieg. Danach sind alle Schrecken und Strapazen schnell vergessen, zumal neben den üblichen Vergütungen ein beträchtliches Bergegeld für das Aufbringen der Bird of Dawning herausspringt. Zu guter Letzt wird auch der rätselhafte Anschlag aufgeklärt, da die ursprüngliche Mannschaft ebenfalls wohlbehalten das Land erreichte.

## Historischer Hintergrund
John Masefield fuhr selbst einige Jahre zur See und war dadurch in der Lage, die Hantierungen an Bord eines Segelschiffes sowohl im Routinebetrieb als auch in Ausnahmesituationen authentisch und unter Verwendung der seemännischen Fachausdrücke zu schildern. Auch der äußere Rahmen der im Prinzip fiktiven Geschichte weist zahlreiche Berührungspunkte mit der Realität auf. So begann die Laufbahn des Protagonisten Trewsbury auf einem Schulschiff namens Conway, ebenso wie die des Autors. Weitere beiläufig erwähnte Schiffe, die tatsächlich existierten, sind die Thermopylae und die Serica. Über den Kapitän Duntisbourne wird erzählt, dass er in seinem ersten Rennen das Steuerruder verlor und mit einem improvisierten Notruder noch eine beachtliche Reisezeit erzielte, in der Wirklichkeit betraf dies 1872 die Cutty Sark. Ohne ersichtlichen Grund auf hoher See von der Mannschaft verlassen wurde 1872 die Mary Celeste. Einen ähnlich dramatischen und knappen Endspurt wie im Roman lieferten sich beim Teerennen von 1866 die Klipper Taeping, Ariel und Serica.